# Erik Sjöberg
Erik Sjöberg (14. ledna 1794, farnost Ludgo (dnes součást města Nyköping), Södermanland – 4. března 1828, Stockholm) byl švédský romantický básník a překladatel známý pod pseudonymem Vitalis (což znamená „život (je) bitva“).

## Život
Sjöberg pocházel z velmi chudých poměrů. Jeho otec byl původně podruh a dělník, ale nakonec se mu podařilo získat místo městského tesaře v Trose. Zde Sjöberg docházel do místní školy, kde si ho pro jeho zjevný talent všimlo několik místních kněží. S jejich podporou a s podporou příbuzných z matčiny strany mohl absolvovat základní a střední školu ve Strängnäsu a roku 1814 začít studovat na Uppsalské univerzitě. Roku 1815 byla u něho diagnostikována tuberkulóza a zbytek svého života strávil bojem s touto nemocí. Jeho zdraví zřejmě zhoršovaly velmi napjaté finanční poměry, díky kterým byl nucen několikrát přerušit svá studia.

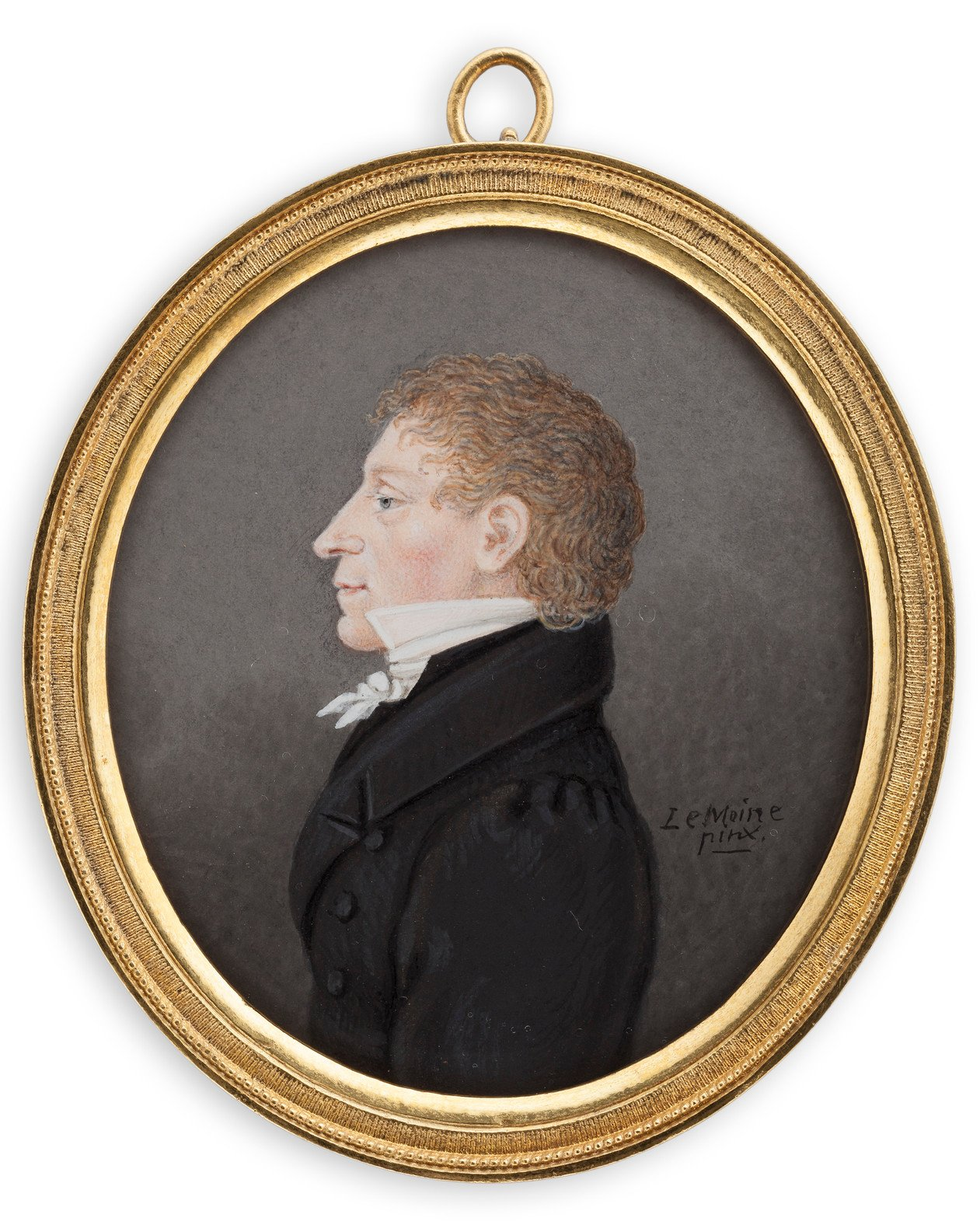
Erik Sjöberg, miniatura od Erika Wilhelma Le Moina

Stejně jako jeho přátel z dětství, básník Karl August Nicander, debutoval v Kalender för damer 1820 (Kalendář pro dámy) vytištěný roku 1819 a vzbudil pozornost. Na rozdíl od svého přítele však odmítl finanční podporu mecenášů, na které se díval s podezřením, že jej chtějí připravit o tvůrčí svobodu, a žil dál v chudobě.
Promoval roku 1824, ale svého cíle, universitní profesury, nedosáhl. Vlastní vydání tří svazků jeho básní mu také nepřineslo finanční zajištění. Aby si zajistil živobytí, začal se po přestěhování do Stockholmu roku 1827 věnovat překladatelské činnosti (Goethe, Washington Irving, Thomas Moore). Také se zařadil do řad radikálních literátů, kteří považovali stávající romantiky za reakční a jejich estetiku za přehnanou a neproduktivní. Jeho zdravotní stav se ale neustále zhoršoval a roku 1828 své nemoci podlehl.
Sjöbergova poezie je převážně lyrická, hluboce melancholická, s metafyzickým přesahem, plná mírné rezignace, ale i duchovní extáze. Zejména v pozdních básních stále více vystupuje do popředí jednoznačná křesťanská cesta k řešení naléhavých životních problémů. Kromě toho je ale také autorem několika žalmů, ale také erotických písní a básní satirických i humoristických.
Z jeho día nebylo do češtiny dosud nic přeloženo.

## Výběrová bibliografie

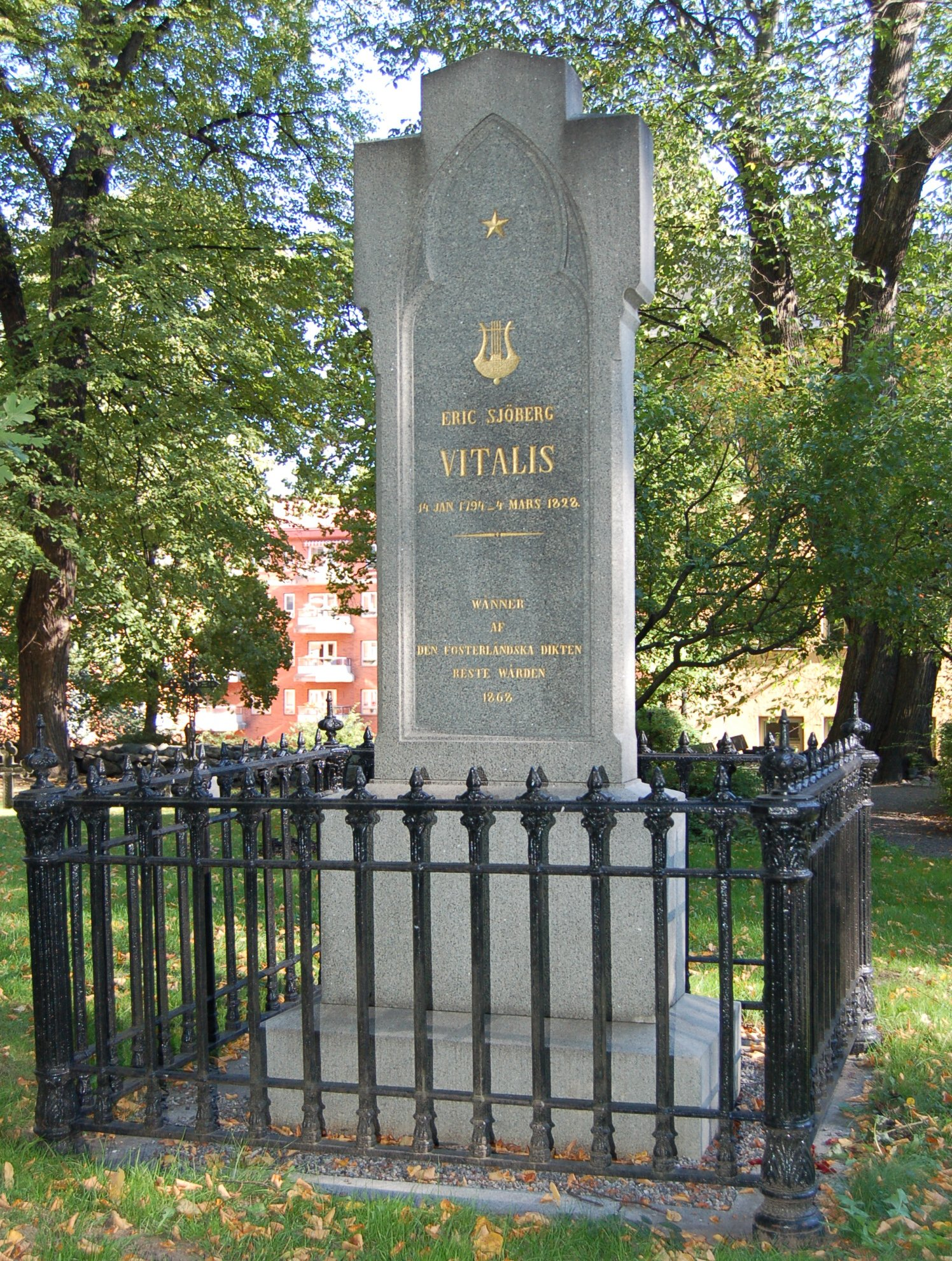
Sjöbergův hrob ve Stockholmu

- Dikter af Vitalis (1819, Básně od Vitalise)
- Senare dikter af Vitalis (1820, Pozdější básně od Vitalise)
- Nyare dikter af Vitalis (1825, Novější básně od Vitalise)
- Barndomsminnen (1840, Vzpomínky z dětství), posmrtně.
- Samlade skrifter af Vitalis (1873, Sebrané spisy Vitalise), uspořádal a životopisem autora opatřil Carl Adolf Forselius, jako předmluva byl použit text od Erika Gustafa Geijera vzniklý roku 1828.[5]